# Arrondissement di Bruxelles-Capitale
L'arrondissement di Bruxelles-Capitale (in francese Arrondissement de Bruxelles-Capitale, in olandese Arrondissement Brussel-Hoofdstad) è una suddivisione amministrativa belga, situata nella regione di Bruxelles-Capitale, di cui costituisce l'unico arrondissement, geograficamente coincidente con i confini della regione stessa e corrispondente all'agglomerato urbano della città di Bruxelles.
È l'unico arrondissement bilingue del Belgio. Costituisce circoscrizione elettorale unendosi con l'arrondissement di Halle-Vilvoorde, nella provincia del Brabante Fiammingo (Fiandre) costituendo quindi la circoscrizione di Brussel-Halle-Vilvoorde / Bruxelles-Hal-Vilvorde, caso forse unico di circoscrizione in parte bilingue e in parte monolingue (olandese).

## Storia
L'arrondissement di Bruxelles-Capitale nasce nel 1963, dalla divisione del vecchio arrondissement di Bruxelles in tre parti:
- l'arrondissement di Bruxelles-Capitale, con le 19 municipalità costituenti l'agglomerato urbano di Bruxelles;
- l'arrondissement di Halle-Vilvoorde;
- l'arrondissement di Bruxelles-Rand, di 6 comuni, che poi verrà riunito nel 1971 all'arrondissement di Halle-Vilvoorde.